# Apateismo
L'apateismo (portmanteau di ateismo e apatia), conosciuto anche come ateismo pragmatico o ateismo pratico, è un "sottoinsieme" dell'agnosticismo. Un apateista non è interessato nell'accettare o negare l'esistenza o meno di Dio o qualsiasi altro essere soprannaturale. In altre parole, un apateista considera l'esistenza di Dio irrilevante per gli affari umani.
Il filosofo francese Denis Diderot, accusato di essere ateo, replicò che semplicemente non si interessava dell'esistenza o meno di Dio. In risposta a Voltaire scrisse:
(Denis Diderot)
George Jacob Holyoake (1817-1906), che coniò il termine "secolarismo", sosteneva che i secolaristi non dovessero essere liberi pensatori militanti, e che quindi non dovessero interessarsi a nessuna questione religiosa perché irrilevante.
Nel periodico The Atlantic Monthly Jonathan Rauch descrive l'apateismo come '"un rifiuto a preoccuparsi della propria religione e una inclinazione addirittura più forte a non preoccuparsi della religione di altre persone".